# Mila geograficzna
Mila geograficzna – pozaukładowa jednostka długości. Wynosi ona 1/15 stopnia na równiku, czyli ok. 7421,6 metra.